# Alviks BBK
Alviks BBK, eller helt kort Alviks BK, är en basketbollklubb från Alvik, Stockholm, som spelar i Superettan för basket. Laget tillhörde tidigare de allra bästa lagen i Sverige, och har erövrat 19 svenska mästerskap på herrsidan. Inför Basketligan för herrar säsongen 1996/1997 gick Alviks BK och Stockholm Capitals samman och bildade den nya klubben 08 Alvik Stockholm Human Rights. Numera så går klubben åter under namnet Alvik.

## Historia
Alviks BK bildades 31 augusti 1956 av Erik Bremer och Knut Simonsson. Den första seriematchen spelades i division 3 mot Älvsjö BBK i Medborgarhuset 1956.
Glenn Berry blev en stor stjärna i Alvik under 1970-talet som en av de första USA-spelarna.
Säsongen 1995/1996 spelade Alviks BK sina hemmamatcher i Globen.

## Meriter
- Svenska mästare i basket: 1963, 1964, 1965, 1966, 1967, 1968, 1970, 1971, 1972, 1974, 1975, 1976, 1977, 1979, 1981, 1982, 1983, 1986 och 1995.

### Fotnoter
1. ↑  Björn Gyllenberg (22 maj 1996). ”08-or utmanar landsorten. Alvik, Capitals och JB Knights går samman i Alvik Stockholm”. Dagens nyheter. Arkiverad från originalet den 27 januari 2016. https://web.archive.org/web/20160127120848/http://www.dn.se/arkiv/sport/08or-utmanar-landsorten-alvik-capitals-och-jb-knights-gar-samman. Läst 15 november 2015.
2. ↑  ”50 & 60-talet”. Alvik Basket. Arkiverad från originalet den 17 september 2018. https://web.archive.org/web/20180917034156/http://www.alvikbasket.nu/anvandsej/60/Historia/5060-talet/. Läst 16 september 2018.
3. ↑  ”Basketboomen på 70-talet”. Södertälje BBK. Arkiverad från originalet den 17 september 2018. https://web.archive.org/web/20180917035741/http://sbbkhistoria.se/basketboomen-pa-70-talet/. Läst 16 september 2018.